# Dušmanići
Dušmanići (cyr. Душманићи) – wieś w Serbii, w okręgu zlatiborskim, w gminie Prijepolje. W 2011 roku liczyła 270 mieszkańców.